# Anders Larsson (brottare)
Anders Larsson, född 2 juli 1892 i Varberg, död 4 januari 1945, var en svensk brottare. Han blev olympisk guldmedaljör i fristil 82,5 kg i Antwerpen 1920.